# RZ노믹스
RZ노믹스(영어: Rznomics)는 대한민국의 바이오 기업이다. RNA 치환효소 기반의 RNA 편집·교정 플랫폼을 활용해 항암제와 희귀난치성 질환 치료제를 개발한다.

## 역사
- 2025년 기술특례상장을 위한 기술성평가에서 2곳의 전문평가기관으로부터 A, A등급을 획득[3]
- 2025년 상장예비심사를 신청[4]

## 내용주
1. ↑  상법 상 본점 주소:
경기도 용인시 수지구 죽전로 152 (죽전동, 단국대학교) 소프트웨어 ICT관동 3층 27호